# Hong Kong Parkview
Hong Kong Parkview là  bất động sản nhà ở lớn nhất tại in Tai Tam, Hồng Kông. Dự án tọa lạc ở số 88 Tai Tam Reservoir Road, đảo Hồng Kông, nằm giữa Jardine's Lookout và Violet Hill. Nằm ở phía Tây là Wong Nai Chung Gap. Khu chung cư được bao quanh bởi Tai Tam Country Park.

## Mô tả
Tên tiếng Trung của dự án là 陽明山莊, tức "Dương Minh sơn trang".

## Lịch sử
Dự án bao gồm 18 khối được công ty Chyau Fwu mở cửa năm 1989 và được thiết kế bởi Wong Tung & Partners. Dự án được quản lý vận hành bởi tập đoàn Parkview Group cho đến tận ngày nay.

## Hình ảnh

Bản đồ khu Hong Kong Parkview
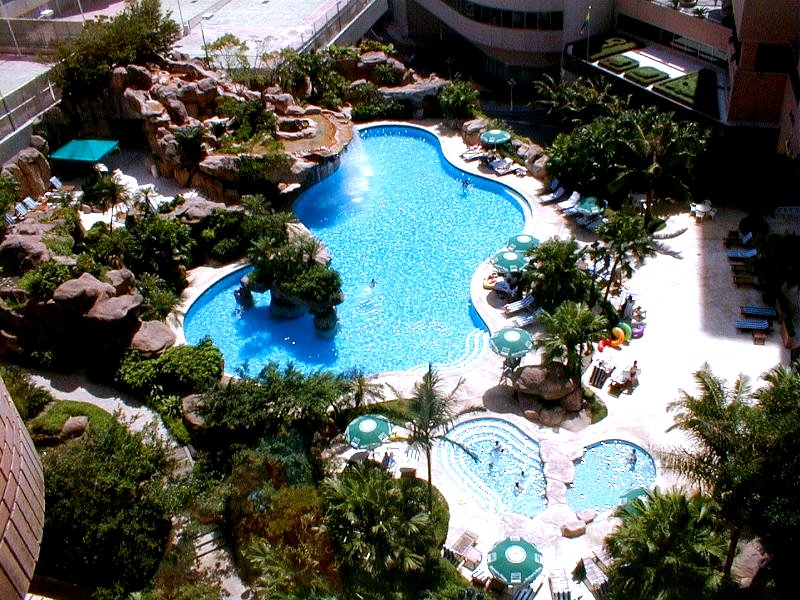
Hồ bơi tại Hong Kong Parkview
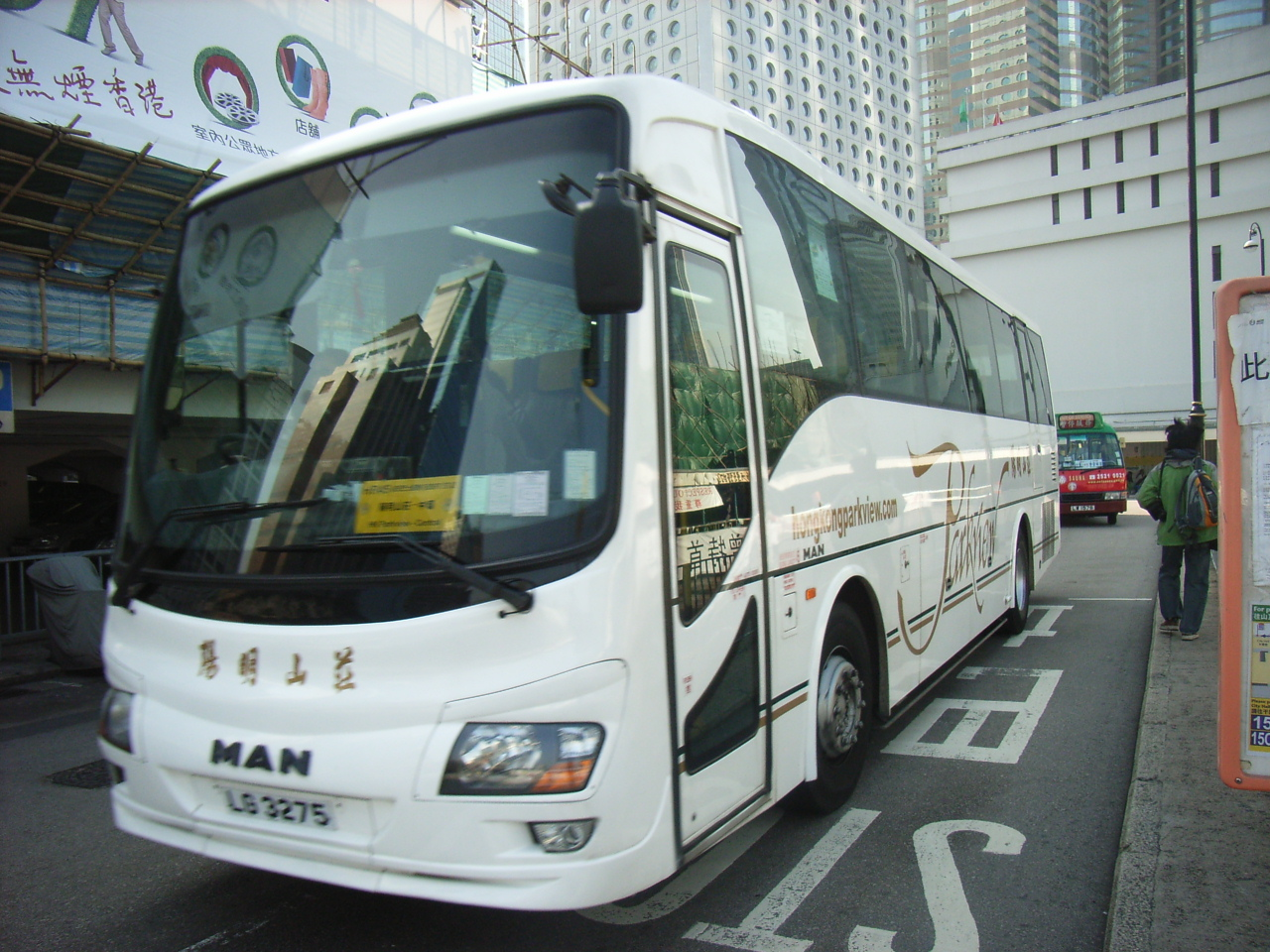
Shuttle bus tại Hong Kong Parkview